# Ronde des vallées
La Ronde des vallées est une course cycliste par étapes française créée en 1988 et qui est disputée uniquement par des juniors (17/18 ans). Elle est disputée à Hémonstoir.
L'édition 2020 se court exceptionnellement sur un jour en raison de la pandémie de Covid-19. Des coureurs tels que Mathieu van der Poel, Élie Gesbert et Pavel Sivakov figurent au palmarès.

## Palmarès
| Année | Vainqueur               | Deuxième            | Troisième           |
| ----- | ----------------------- | ------------------- | ------------------- |
| 1988  | Fabrice Blévin          | Erwan Jan           | Bruno Redondo       |
| 1989  | David Ezéquel           | Le Gac              | Chabannet           |
| 1990  | Erwan Drumel            | Yann Gauthier       | Routier             |
| 1991  | Cyril Saugrain          | Anthony Morin       | Frédéric Guiet      |
| 1992  | Nicolas Guillé          | Stéphane Corlay     | Christophe Guillome |
| 1993  | Arnaud Rouxel           | Romuald Frocrain    | Ludovic Hubert      |
| 1994  | Ludovic Hubert          | Arnaud Rouxel       | Julien Loy          |
| 1995  | Christian Poos          | Philippe Le Bournot | Yannick Flochlay    |
| 1996  | Anthony Le Pabic        | Mickaël Grigoletto  | Cédric Hervé        |
| 1997  | Gaëtan Thépault         | Matthieu Rivory     | Thomas Lecuyer      |
| 1998  | Florent Le Calvé        | Romain Fez          | Éric Berthou        |
| 1999  | Fabien Fleury           | Alexis Breteau      | Lloyd Mondory       |
| 2000  | Benoît Vaugrenard       | Mickaël Malle       | Arnaud Le Lay       |
| 2001  | Pierre Therville        | David Jehanno       | Alexandre Pichot    |
| 2002  | Vincent Jérôme          | Arnaud Gérard       | Jelle Vanendert     |
| 2003  | Kristof Vandewalle      | Nikolas Maes        | Alexandre Binet     |
| 2004  | Yann Rault              | Rob Ruijgh          | Ben Hermans         |
| 2005  | Tony Hurel              | Kévin Cherruault    | Maxime Viévard      |
| 2006  | Jochen Engelen          | Erwan Clément       | Romain Berland      |
| 2007  | Arnaud Courteille       | Nicolas Vaillant    | Wouter Wippert      |
| 2008  | Johan Le Bon            | Romain Bardet       | Wesley Kreder       |
| 2009  | Grégoire Tarride        | Maxime Le Montagner | Romain Guyot        |
| 2010  | Sébastien Bergeret      | Maxime Cam          | Vincent Colas       |
| 2011  | Piotr Havik             | Geoffrey Millour    | David Cherbonnet    |
| 2012  | Mathieu van der Poel    | Vadim Deslandes     | Antoine Raynaud     |
| 2013  | Élie Gesbert            | David Rivière       | Davy Gunst          |
| 2014  | Pavel Sivakov           | Stepan Kurianov     | Valentin Madouas    |
| 2015  | Keagan Girdlestone (en) | Derek Gee           | Ide Schelling       |
| 2016  | Ide Schelling           | Nils Eekhoff        | Michel Ries         |
| 2017  | Minne Verboom           | Léo Judas           | Danny van der Tuuk  |
| 2018  | Andrew Vollmer          | Victor Guernalec    | Ben Tulett          |
| 2019  | Jared Scott             | Joris Kroon         | Logan McLain        |
| 2020  | Kévin Monlezun          | Killian Verschuren  | Ewen Costiou        |
| 2021  | Tibor Del Grosso        | Cole Kessler        | Alexander Gustin    |
| 2022  | Joshua Golliker         | Andrew August       | Louka Lesueur       |
| 2023  | Lars Vanden Heede       | Angus Stoneman      | Gari Ugarte         |
| 2024  | Rémi Daumas             | Félix Rouinsard     | Yann Dubois         |
| 2025  | Håkon Eiksund Øksnes    | Alexandre Trouvain  | Simon Defrance      |